# Celia Thaxter
Celia Thaxter (Isole Shoals, 29 giugno 1835 – 25 agosto 1894) è stata una poetessa e scrittrice statunitense.

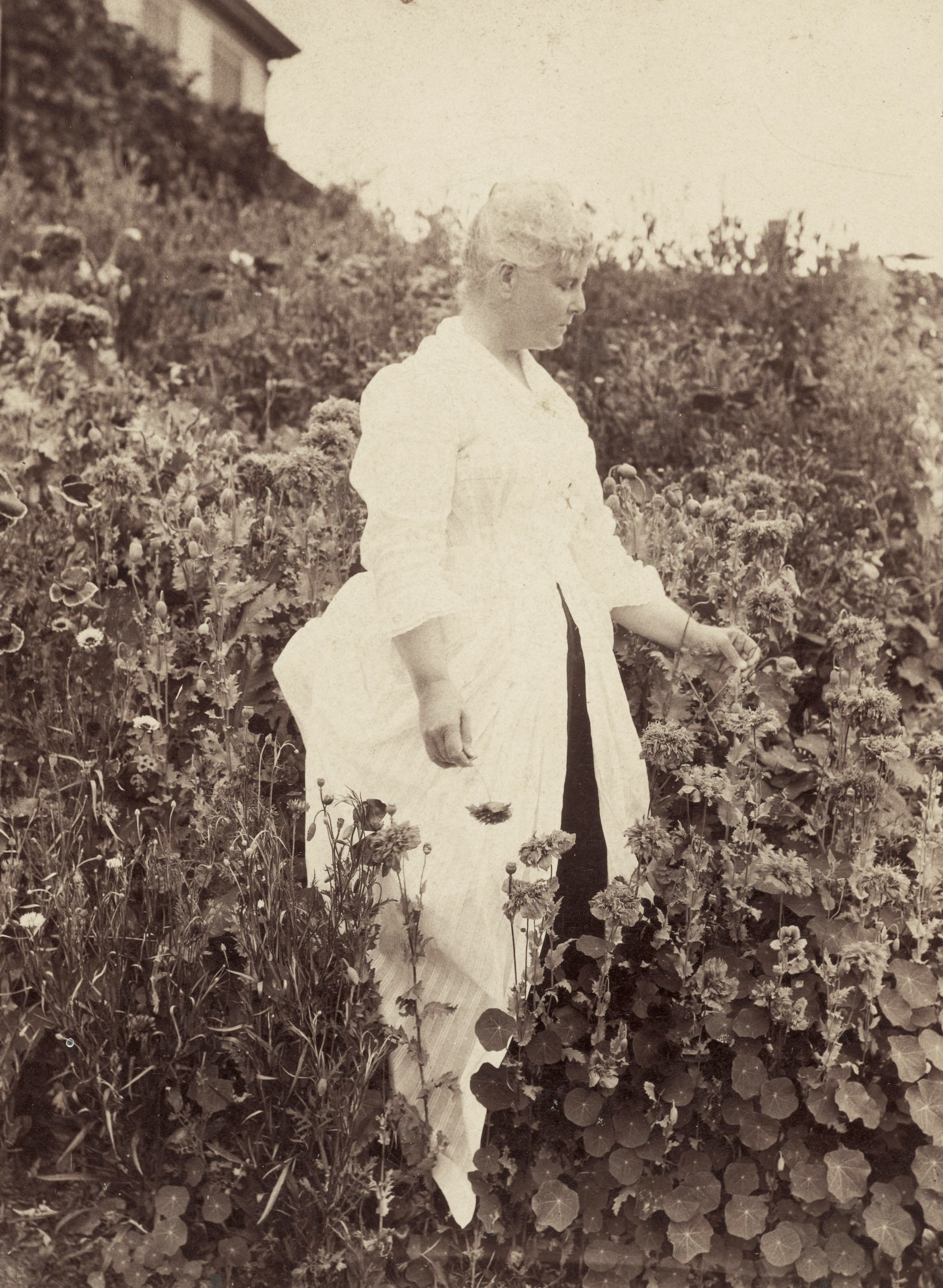
Celia Thaxter, 1889

Nata e cresciuta nelle Isole Shoals, prima nella Isola White dove suo padre era il custode del faro, e poi sull'isola di Smuttynose.
All'età di sedici anni si sposò con Levi Thaxter e si spostò sulla terraferma. Tuttavia la sua vita matrimoniale con Thaxter non fu molto pacifica provocando nella scrittrice una grande nostalgia delle sue isole dalle quali era ormai assente da ben 10 anni, fin quando prese la decisione di far ritorno nelle Appledore Islands.
Il suo primo poema fu Landlocked risale però al suo periodo vissuto sulla terraferma.
Dopo essere divenuta hostess nell'hotel tenuto da suo fratello, Celia lo trasformò in luogo di ritrovo di artisti e scrittori della Nuova Inghilterra, tra i quali Ralph Waldo Emerson, Nathaniel Hawthorne, Henry Wadsworth Longfellow, John Whittier,  Sarah Orne Jewett, e l'artista Childe Hassam che le fece diversi ritratti.
La Thaxter era presente sull'isola all'epoca dei terribili fatti di Smuttynose Island e sui quali scrisse un saggio dal titolo A Memorable Murder.
Le sue opere poetiche apparvero dapprima sul The Atlantic Monthly e le diedero molta fama facendola diventare una degli autori americani più amati del XIX secolo.
Morì improvvisamente il 25 agosto 1894 all'età di 59 anni e venne seppellita sull'isola di Appledore, non lontano dal suo cottage.